# Zwarte stormvogel
De zwarte stormvogel (Procellaria parkinsoni) is een vogel uit de familie van de stormvogels en pijlstormvogels (Procellariidae). Het is een kwetsbare, endemische zeevogelsoort die broedt op een paar eilanden ten noorden van Nieuw-Zeeland. Deze vogel is genoemd naar de Schot Sydney Parkinson (1745-1771) die als tekenaar van dieren en planten meevoer op de eerste reis van de ontdekkingsreiziger James Cook. 

## Kenmerken
De vogel is 41 tot 46 cm lag en weeg 584 tot 989 g met een spanwijdte van 112 tot 123 cm. De vogel is overwegend roetzwart, het donkerst op de kop, de ogen zijn donkerbruin en de snavel is ivoorkleurig tot geel met een grijze punt. De vogel is minder plomp dan de witkinstormvogel waarmee hij nauw verwant is.

## Verspreiding en leefgebied
Het is een zeevogel van het zuidelijk halfrond, meer bepaald een endemische broedvogel uit Nieuw-Zeeland. De vogels broeden op Little- en Great Barriereiland. Buiten de broedtijd verblijven de vogels in een groot zeegebied in de Grote Oceaan dat reikt van de oostkust van Australië tot aan de westkusten van Midden-Amerika en het noorden van Zuid-Amerika.

## Status
De grootte van de populatie werd in 2017 door BirdLife International geschat op 5500 individuen en de populatie-aantallen zijn stabiel. Er is een blijvend gevaar dat de populaties verwilderde katten en zwarte ratten op de broedeilanden weer toenemen. Verder is de vogel bijvangst bij de langelijnvisserij. Ecologische veranderingen op de broedeilanden door klimaatverandering vormen ook een risico. Om deze redenen staat deze soort als kwetsbaar op de Rode Lijst van de IUCN.